# Can Manso
Can Manso és un mas avui dia inclòs en un polígon del municipi de Cornellà de Llobregat (Baix Llobregat) inclosa en l'Inventari del Patrimoni Arquitectònic de Catalunya. Aquesta masia, construïda aproximadament cap al 1650, era en principi anomenada Can Femades, doncs pertanyia a un dels Femades, família poderosa que va constituir durant els segles XVI, XVII i XVIII una petita oligarquia rural.
Dels Famades, passà en una herència a Gaspar de Sabaté i continuà dins de la seva família fins que una hereva femenina, anomenada Felipa Juliol i Quevedo, casà amb Josep Manso (General Manso) que fou qui instal·là a la façana principal el seu escut d'armes i donà a la casa el nom de Can Manso.
Masia de cinc cossos que correspon a una variant del tipus IV-1 de l'esquema de Danés i Torras. La seva coberta és mixta, amb terrat de rajola a les quatre ales laterals i teulada a quatre aigües al cos central. Aquestes són de tipus porticat en la banda de la façana. És característic el costum molt barroc de ressaltat la planta noble del primer pis, construint l'entrada de la casa a aquesta alçada mitjançant una escala de doble tram. D'aquesta manera la porta d'entrada té també la funció de balconada, ressaltada per una heràldica esculpida en pedra i adossada al mur. La masia està feta fonamentalment amb maó arrebossat, però la pedra ben escairada tampoc no hi manca (cantonades i finestres).